# 水谷茂雄
水谷 茂雄（みずたに しげお、1960年7月21日 - ）は、三重県四日市市出身の元プロ野球選手（投手）。

## 来歴・人物
中学時代から投手としてプレーし、憧れの甲子園に出場できる近道として1976年に三重・海星高へ進学したが、規則の厳しさに嫌気がさして1年の1学期で退学した。1年遅れで入学した四日市工業高ではエース兼4番に抜擢され、速球を主体にカーブ、シュートを決め球とする本格派として活躍し、1年次の1977年夏にノーヒットノーランを記録。打つ方でも打率.420をマークしたほか、2年間で20本塁打以上を打つなど野手顔負けの長打力を見せた。1年遅れで入学したため、3年次の1979年は試合に出場できなかった。練習の手伝いやベンチからのサイン伝達などコーチ見習いの役割をしていたが、同年途中からは監督として部員をまとめた。
1979年のプロ野球ドラフト会議で南海ホークスから4位指名を受け入団。
1年目の1980年から一軍出場を果たす。2年目の1981年には故障で出遅れた金城基泰の代わりに抑えの切り札として10セーブを記録するなどブレイクするが、肘の故障や肝炎のため登板機会が減少。1984年12月に青山久人との交換トレードで中日ドラゴンズに移籍するが、中日では一軍登板がなく1985年に現役を引退。
引退後は地元の三重に帰郷し、鮮魚市場に勤めた。

## 詳細情報

### 年度別投手成績
| 年 度     | 球 団     | 登 板 | 先 発 | 完 投 | 完 封 | 無 四 球 | 勝 利 | 敗 戦 | セ 丨 ブ | ホ 丨 ル ド | 勝 率 | 打 者 | 投 球 回 | 被 安 打 | 被 本 塁 打 | 与 四 球 | 敬 遠 | 与 死 球 | 奪 三 振 | 暴 投 | ボ 丨 ク | 失 点 | 自 責 点 | 防 御 率 | W H I P |
| --------- | --------- | ----- | ----- | ----- | ----- | -------- | ----- | ----- | -------- | ----------- | ----- | ----- | -------- | -------- | ----------- | -------- | ----- | -------- | -------- | ----- | -------- | ----- | -------- | -------- | ------- |
| 1980      | 南海      | 11    | 2     | 0     | 0     | 0        | 1     | 0     | 0        | --          | 1.000 | 136   | 30.0     | 30       | 6           | 18       | 0     | 4        | 12       | 0     | 0        | 24    | 23       | 6.90     | 1.60    |
| 1981      | 南海      | 45    | 0     | 0     | 0     | 0        | 2     | 1     | 10       | --          | .667  | 203   | 44.2     | 46       | 8           | 28       | 3     | 3        | 31       | 1     | 0        | 26    | 25       | 5.00     | 1.66    |
| 1982      | 南海      | 7     | 0     | 0     | 0     | 0        | 0     | 0     | 0        | --          | ----  | 51    | 9.2      | 20       | 2           | 3        | 0     | 1        | 7        | 0     | 0        | 13    | 11       | 9.90     | 2.38    |
| 1984      | 南海      | 8     | 0     | 0     | 0     | 0        | 0     | 2     | 0        | --          | .000  | 52    | 10.2     | 17       | 6           | 4        | 1     | 0        | 3        | 1     | 0        | 17    | 14       | 11.81    | 1.97    |
| 通算：4年 | 通算：4年 | 71    | 2     | 0     | 0     | 0        | 3     | 3     | 10       | --          | .500  | 442   | 95.0     | 113      | 22          | 53       | 4     | 8        | 53       | 2     | 0        | 80    | 73       | 6.92     | 1.75    |

### 記録
- 初登板：1980年6月27日、対西武ライオンズ前期10回戦（西武ライオンズ球場）、3回裏1死から2番手で救援登板、4回2/3を3失点
- 初先発登板：1980年8月30日、対日本ハムファイターズ後期7回戦（鹿児島県立鴨池野球場）、6回0/3を4失点で勝敗つかず
- 初勝利・初先発勝利：1980年9月17日、対西武ライオンズ後期9回戦（平和台球場）、6回1/3を2失点
- 初セーブ：1981年4月4日、対日本ハムファイターズ前期1回戦（後楽園球場）、9回裏から2番手で救援登板・完了、1回無失点

### 背番号
- 31 （1980年 - 1982年）
- 13 （1983年）
- 30 （1984年）
- 48 （1985年）